# کانگ سه جونگ
کانگ سه جونگ (کره‌ای: 강세정؛ زادهٔ ۱۵ ژانویه ۱۹۸۲) بازیگر اهل کره جنوبی است. او حرفه سرگرمی خود را به عنوان خواننده در گروه دخترانه پاپایا در سال ۲۰۰۰ آغاز کرد که این گروه تا قبل از منحل شدن در سال ۲۰۰۱، دو آلبوم منتشر کرد. کانگ از سال ۲۰۰۴ بازیگری را آغاز کرد و در مجموعه‌های تلویزیونی از جمله رؤیاهای شیشه‌ای (۲۰۰۹) و شهر بی‌رحم (۲۰۱۳) ایفای نقش کرده است.